# Pepin (Wisconsin)
Pepin è un villaggio degli Stati Uniti d'America, situato in Wisconsin, nella contea di Pepin.